# Komenzálismus

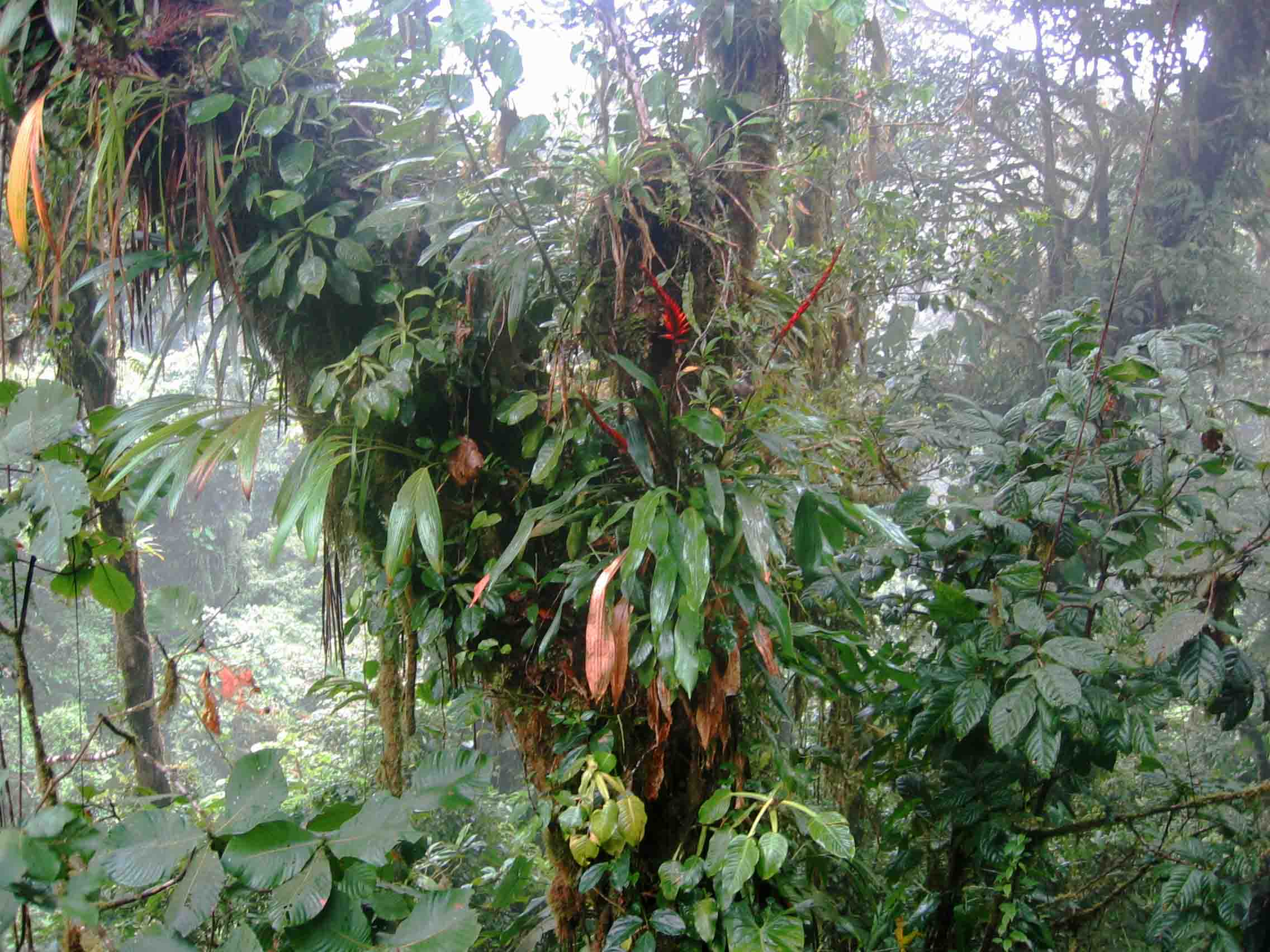
Epifytní rostliny v pralese ve státě Kostarika jsou typickým příkladem komenzálismu

Komensalismus je typ biologické interakce mezi dvěma organismy, kdy jeden má ze vztahu prospěch, zatímco druhý není ovlivněn.
Termín komensalismus pochází z latinského mensa (stůl) a předpony con- (s-, spolu-), v překladu tedy „spolustolování“. Původně se označení používalo pro mrchožrouty, kteří následují lovící šelmy, aby „s nimi mohli stolovat“.
Vyskytuje se v různých formách, od úzkého soužití po slabé interakce. Mezi typické komenzály patří například některé střevní bakterie. Svého hostitele nijak nepoškozují. Dalším příkladem mohou být šakali a supi, tedy druhy, které se sdružují s velkými šelmami.